# Eparchie kalačovská
Eparchie Kalač je eparchie ruské pravoslavné církve nacházející se v Rusku.

## Území a titul biskupa
Zahrnuje správní hranice území Bykovského, Ilovlinského, Kalačovského, Kletského, Kotelnikovského, Leninského, Nikolajevského, Okťabrského, Pallasovského, Svetlojarského, Sredněachtubinského, Staropoltavského, Surovikinského, Černyškovského rajónu Volgogradské oblasti.
Eparchiálnímu biskupovi náleží titul biskup kalačovský a pallasovský.

## Historie
Eparchie byla zřízena rozhodnutím Svatého synodu dne 15. března 2012 oddělením území z volgogradské eparchie. Stala se součástí nově vzniklé volgogradské metropole.
DocasnM administrátorem byl jmenován metropolita volgogradský a kamyšinský German (Timofejev). Prvním eparchiálním biskupem se stal igumen Ioann (Kovalenko).

## Seznam biskupů
- 2012–2013 German (Timofejev), dočasný administrátor
- od 2013 Ioann (Kovalenko)